# Décima Conferencia Panamericana
La X Conferencia Panamericana, también conocida como Conferencia de Caracas, se celebró del primero al 28 de marzo de 1954 en la ciudad de Caracas, Venezuela. Esta fue la primera Conferencia Interamericana que se organizó después de la creación de la Organización de los Estados Americanos en 1948. Esta conferencia es relevante para comprender el contexto de la Guerra Fría pues en su programa y resoluciones se pueden identificar la polarización ideológica que en estos años fue impulsada en América Latina por Estados Unidos, así como un discurso de cooperación militar y económica más marcado. Esta conferencia puede considerarse como el fin de la etapa de la Temprana Guerra Fría. 

## Antecedentes de la conferencia
A raíz de la discusión sobre el comunismo internacional ocurrida durante la IX Conferencia Panamericana, entre el 26 de marzo y el 7 de abril de 1951 se llevó a cabo la Cuarta Reunión de Consulta de Ministros de Relaciones Exterioress. Esta reunión fue convocada por el gobierno de Estados Unidos y contó con la asistencia de los ministros de todos los países miembros de la Organización de Estados Americanos. Dicha reunión fue motivada por «la necesidad de una acción expedita de las Repúblicas» del hemisferio occidental «para la defensa común contra las actividades agresivas del comunismo internacional [soviético]», en el contexto de la guerra de Corea. Esta reunión tuvo como eje tres temas: el primero fue el de la cooperación política y militar para la defensa del continente americano, así como para prevenir ataques y agresiones. El segundo a punto a discutir fue el fortalecimiento de la seguridad interna de las naciones americana, así como la defensa de la democracia representativa. Finalmente, se valoraría el tema de la cooperación económica de emergencia.

## La Conferencia de Caracas

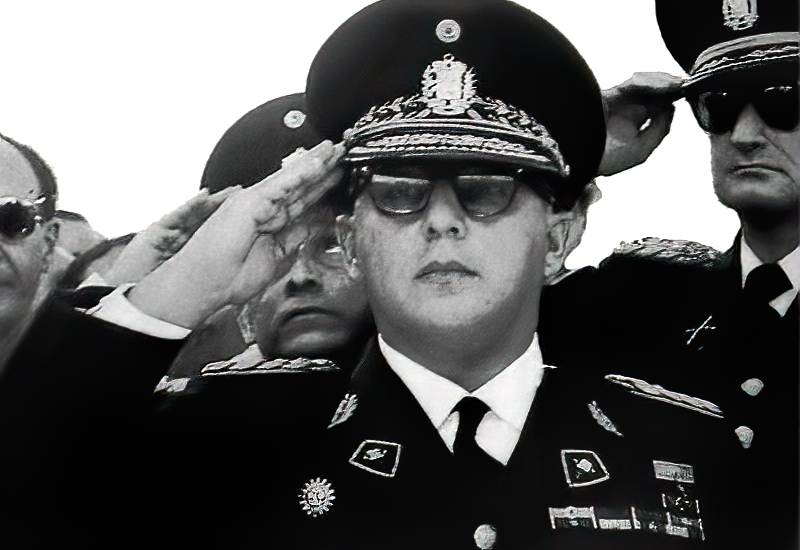
Marcos Pérez Jiménez, 1955.

A esta conferencia asistieron todos los países miembros, a excepción de Costa Rica, la cual se reservó el derecho de asistencia pues no reconocía como legítimo el gobierno de Marcos Pérez Jiménez en Venezuela. También contó con la presencia de delegados representantes de la Organización de los Estados Americanos, así como también de las Naciones Unidas y sus organismos especializados. Como parte del programa, se propuso la discusión de 28 temas organizados en cinco grandes rubros:
1. Asuntos Jurídico-políticos
2. Asuntos Económicos
3. Asuntos Sociales
4. Asuntos Culturales
5. Asuntos de Organización y Funcionamiento

De los temas dialogados durante la Conferencia destacaron la propuesta para revisar el Pacto de Bogotá, firmado seis años antes durante la Conferencia de Bogotá; y el informe de la Comisión Interamericana de Paz. Por otra parte, la discusión respecto a la intervención del comunismo internacional en los Estados americanos, se convertiría en la señal inconfundible de la polarización causada por el inicio de la Guerra Fría. El debate respecto a la cooperación económica hacia los países de América Latina, cuya discusión se intensificó a partir de la Conferencia de Chapultepec, también formó parte de la agenda de este evento. Finalmente, la consecuente resolución sobre el caso guatemalteco también sería un signo del fin de la Temprana Guerra Fría.

## Revisión del Pacto de Bogotá
Seis años después de haberse acordado el Pacto de Bogotá, dicho acuerdo no había sido ratificado por todos los países miembros de la Organización de Estados Americanos. Durante la IX Conferencia Panamericana, se volvió importante asegurar la implementación de dicho pacto. Por esta razón, la Conferencia determinó el uso de una encuesta para «apreciar la conveniencia y oportunidad de proceder a revisar» ese tratado. A pesar de que los resultados de los estudios pertinentes para la revisión del Pacto de Bogotá serían presentados en la XI Conferencia Interamericana, la importancia dada a la puesta en práctica de este tratado mostró la necesidad de que hubiera un frente Estatal latinoamericano para hacer frente al contexto de la Guerra Fría.

## Sobre la cooperación económica
Respecto a la cooperación económica interamericana, en la conferencia de Caracas se estableció la importancia de la vinculación de la cooperación económica con el bienestar social. Mediante una recomendación se invitó a los países americanos a tomar en cuenta el desarrollo integral y social de su población a la hora de elaborar sus proyectos de cooperación económica.

Raúl Prebisch, Secretario de la Comisión Económica Para América Latina, 1954.

También, debido a las dificultades que habían presentado los países americanos en su desarrollo económico se acordó convocar a una reunión protagonizada por el Consejo Interamericano Económico y Social donde se trataran específicamente las Medidas Prácticas para la Solución de los Problemas que Afectan a las Economías de los Países Americanos. En ella se le pidió al Consejo Interamericano Económico y Social que solicitara la participación del Secretario de la Comisión Económica Para América Latina, que en ese entonces era Raúl Prebisch, en la preparación y desarrollo de la reunión.
En materia de comercio interamericano se pidió el aprovechamiento de las ventajas geográficas para lograr la intensificación del comercio regional mediante acuerdos que redujeran los costos de transporte de los bienes y la facilidad en las condiciones de pago. Para esto, se exhortó a mantener una igualdad en el acceso a los mercados y contar con precios equitativos que garantizaran el desarrollo económico.
También se reiteró la necesidad de la diversificación en la producción y de emprender el proceso de industrialización por medio de la intensificación de las técnicas de producción. En conjunto se aprobó la estrategia de inversión mediante capital extranjero, ya que había mostrado ser benéfica para el desarrollo económico de los países americanos.
Otro punto importante que se resolvió en la conferencia fue el de la reforma agraria como elemento de desarrollo económico. Se estipuló seguir con los esfuerzos por impulsar reformas agrarias de acuerdo con las normas técnicas de desarrollo que permitieran una distribución justa de la tierra y su incorporación a la producción.
A su vez, el estímulo al comercio de productos estratégicos como fuente de divisas resaltó dentro de las resoluciones en Caracas; así como la necesidad de tomar en cuenta la particularidad de los productos de exportación y el desarrollo de los términos del intercambio para poder exportar bienes conforme al comportamiento de la demanda mundial. Se recomendó a los países dar todas las facilidades para la expansión natural del consumo a un nivel equitativo de precios.
En el campo financiamiento público para el desarrollo se sugirió a los países americanos presionar para que las instituciones encargadas del financiamiento de proyectos económicos aumentaran de forma efectiva sus operaciones en beneficio del desarrollo económico de América Latina. Además, que se siguiera estudiando la posibilidad de ampliar los arreglos, tanto privados como públicos, que generaran un comercio internacional justo y con desarrollo.
La cooperación económica incluyó asistencia técnica entre los Estados americanos y se recomendó la creación de comisiones o entidades nacionales con el objetivo de dar la mayor utilidad posible a la asistencia técnica solicitada a los organismos internacionales; además de adaptarla de mejor manera a los proyectos de desarrollo económico. A su vez, la asistencia técnica sería impulsada por medio de la importación y exportación de material, equipo e instalaciones especializados en la asistencia. La asistencia fue anclada como una actividad de la Organización de los Estados Americanos y por ello requería un apoyo financiero para su ejecución.
La coordinación entre los organismos de la Comisión Económica Para América Latina y el Consejo Interamericano Económico y Social (CIES) tomó cierta importancia y se resolvió que era conveniente que las sesiones entre ambos organismos se proyectaran como regla, contemplando intervalos de tiempo entre reuniones adecuados para discutir los problemas de urgencia e importancia que les competieran a ambas instituciones.
Se reconoció el esfuerzo que desde la Conferencia de Chapultepec en 1945 se había venido haciendo en materia económica, así como de la gran magnitud de resoluciones en económicas que se habían plasmado en los documentos de las posteriores conferencias. Por lo tanto, era necesario presentar un documento que sintetizara y recopilara los documentos económicos pasados, encargando al Consejo Interamericano Económico y Social encargarse del proyecto haciéndole las variaciones que estimara adecuadas. Con esto se cerró un ciclo de discusión sobre la situación económica de los Estados americanos inaugurado en 1945 en la Temprana Guerra Fría.

## Declaración contra la Intervención del Comunismo Internacional
Durante esta conferencia, los países americanos miembros de la OEA reafirmaron su opinión respecto al comunismo internacional (soviético), la cual habían externado seis años antes, en la Conferencia de Bogotá. Los Estados americanos consideraron al comunismo internacional como incompatible con su percepción de la libertad americana y calificaron al movimiento comunista internacional como agresivo y como una amenaza para la paz y la seguridad de los países americanos. Por esta razón, se volvió necesario adoptar medidas para evitar actividades subversivas, lo cual requeriría de un mayor grado de cooperación internacional continental.

En vista de esta situación, las naciones americanas acordaron la Declaración de Solidaridad para la Preservación de la Integridad Política de los Estados Americanos contra la Intervención del Comunismo Internacional. Con esta declaración, la OEA y sus miembros condenaron las actividades de dicho movimiento en defensa de la independencia política contra la intervención del movimiento comunista internacional. La declaración estipuló que 
el dominio o control de las instituciones políticas de cualquier Estado americano por parte del movimiento internacional comunista, que tenga como resultado la extensión hasta el Continente americano del sistema político de una potencia extracontinental, constituiría una amenaza a la soberanía e independencia política de los Estados americanos que pondría en peligro la paz de América [...]
La recomendación que se acordó fue la de tomar medidas para solicitar la declaración de la identidad, las actividades y la procedencia de los fondos de aquellas personas que tuvieran interés, que actuaran como agentes o que hicieran propaganda del movimiento comunista internacional. También se recomendó el constante intercambio de información entre las naciones americanas para cumplir con las resoluciones contra el comunismo internacional. Así se decidió para proteger el derecho inalienable de los países americanos de «elegir libremente su propia forma de gobierno y sistema económico, y de vivir su propia vida social y cultural».

## Declaración de Caracas
Con base en los propósitos de la declaración en contra del comunismo internacional y como un intento por condenar la discriminación racial, así como con el fin de reafirmar los principios estipulados en la Carta de la OEA, la Declaración Americana de los Derechos y Deberes del Hombre, de la Declaración Universal de los Derechos Humanos, y demás resoluciones hechas por la OEA, también se acordó la Declaración de Caracas.
Esta declaración hizo hincapié del derecho inalienable de las naciones americanas para decidir libremente en materia del sistema bajo el cual querían ejercer su democracia y su soberanía sin la intervención de Estados externos y sin intromisión de cualquier gobierno totalitarista. El medio para prevenir esto era fomentar y fortalecer el respeto a los derechos individuales y sociales del hombre. Por esto se pidió la unión de esfuerzos de las naciones americanas para alcanzar la instauración del sistema democrático representativo.

## Tensiones internacionales: el caso Guatemala
Al redactar el Acta Final de la X Conferencia Interamericana, la delegación guatemalteca externó una reserva relativa a la resolución XCIII, es decir, a la «Declaración de Solidaridad para la Preservación de la Integridad Política de los Estados Americanos contra la Intervención del Comunismo Internacional». Explícitamente, la delegación de Guatemala rechazó todas las implicaciones de la declaración por considerar que este acuerdo utilizaba como pretexto las acciones contra el comunismo con el fin de seguir «la tendencia de intervenir, a corto o largo plazo, en los asuntos internos de los Estados americanos [...] y con el propósito de impedir el desarrollo económico y social de los pueblos que luchan por su liberación integral.»
La delegación guatemalteca se respaldó en el artículo XV de la Carta de la Organización de los Estados Americanos. Este artículo estipuló que ningún Estado o grupo de Estados continentales o extracontinentales tenía derecho a intervenir, ya fue directa o indirectamente, en los asuntos internos o exteriores de ninguna de las naciones americanas. Con este artículo se prohibía cualquier forma de interferencia o de atentado.

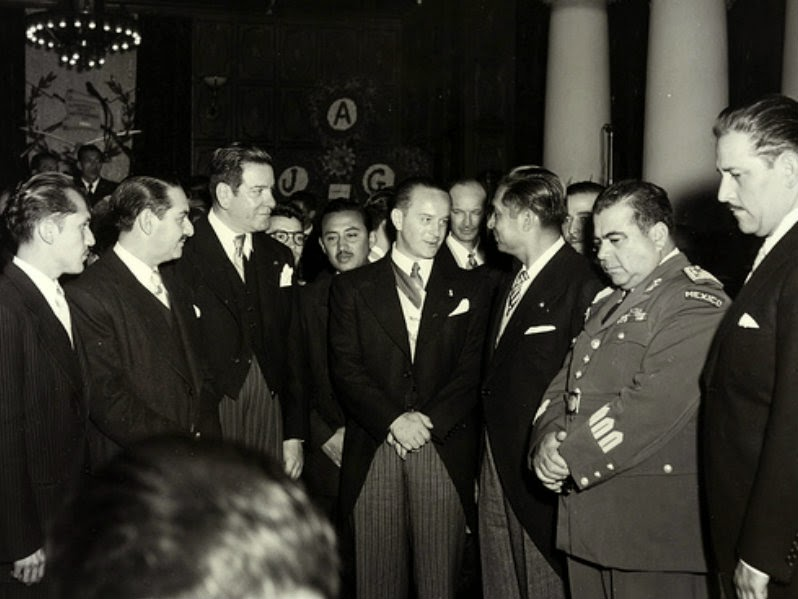
Jacobo Árbenz en su toma de posesión, 1951.

La postura del Estado guatemalteco fue causada por las tensiones que había entre los gobiernos de Estados Unidos y de Guatemala. En 1950, Jacobo Árbenz había sido elegido presidente de Guatemala y en los primeros años de su mandato presidencial, Árbenz había propuso una reforma agraria y había iniciado un proceso de nacionalización de empresas extranjeras, entre ellas la United Fruit Company. El caso de Estados Unidos y Guatemala ejemplifica la confrontación entre la postura de libre cambio estadounidense y la postura desarrollista de algunos países latinoamericanos, como es el caso de las intenciones de Árbenz. 
La base del gobierno de Jacobo Árbenz había sido un acuerdo político entre varias facciones políticas, entre ellas la de los comunistas guatemaltecos. Por esta razón, la declaración contra la intervención comunista, acordada en la X Conferencia Interamericana, simbolizaba un impedimento para las políticas desarrollistas que Árbenz intentaba impulsar.
Las únicas delegaciones que apoyaron la negativa guatemalteca durante la resolución de la Declaración contra la intervención comunista fueron México y Argentina. La delegación mexicana argumentó que, a pesar de estar de acuerdo en la necesidad de impedir la intervención de algún gobierno extracontinental o continental sin importar su postura ideológica, no le era posible votar a favor de la Declaración porque sus artículos eran incompatibles con la Constitución Política de los Estados Unidos Mexicanos.
Argentina también se abstuvo de votar. Su voto estuvo fragmentado puesto que la delegación argentina votó a favor de ciertos párrafos de la Declaración que reiteraban la fe en la democracia representativa y la libre elección de forma de gobierno y sistema económico de los países latinoamericanos. La abstinencia argentina se debió también a sus problemas diplomáticos con Estados Unidos, los cuales se habían vuelto evidentes desde la Segunda Guerra Mundial. 
Las diferencias ideológicas y de visiones económicas entre Guatemala y Estados Unidos se intensificaron en los próximos meses. Esta pugna culminó con el golpe de Estado que la Agencia Central de Inteligencia  planeó y ejecutó para derrocar a Jacobo Árbenz a finales de junio de 1954, quien se exilió en México. El 31 de julio de 1954 el gobierno de Guatemala se adhirió oficialmente a la «Declaración de Solidaridad para la Preservación de la Integridad Política de los Estados Americanos contra la Intervención del Comunismo Internacional».

## Fin de la Temprana Guerra Fría en Latinoamérica
La Conferencia de Caracas marcó el final de la etapa de la Temprana Guerra Fría pues, a partir de la intervención estadounidense en el gobierno guatemalteco, la organización continental entró en una nueva etapa de polarización, de inestabilidad política y de violencia. La resolución en contra de la intervención comunista internacional sería un antecedente de la expulsión de Cuba de la Organización de los Estados Americanos en 1962.
Por su parte, lo sucedido entre el gobierno estadounidense y el gobierno guatemalteco en 1954 puede considerarse como el primer gran conflicto interamericano de la segunda posguerra. «A partir de este momento, la excusa de la lucha contra el comunismo pasaría a utilizarse para desestabilizar y derrocar a gobiernos reformistas que pudieran obstaculizar el avance de Estados Unidos en el continente». Este hecho marca el inicio de una serie de hostilidades por parte de Estados Unidos bajo la bandera del anticomunismo, inaugurando una nueva etapa de carácter más ideológico de la Guerra Fría en América Latina.